# 王芝生 (婺源)
王芝生（？年—？年），安徽徽州府婺源縣人，由通判，道光十七年六月署四川順慶府岳池縣知縣。是一位政治人物，明清時曾在四川順慶府岳池縣（位於今四川東北部，武周萬歲通天二年分南充、相如二縣置，是一個千年古縣）擔任官吏。